# 波缘鸭跖草
波缘鸭跖草（学名：Commelina undulata）为鸭跖草科鸭跖草属的植物。分布在台湾岛、印度以东的亚洲热带至大洋洲热带以及中国大陆的澳门、广东、四川、云南等地，生长于海拔800米至1,200米的地区，多生长于低海拔的湿润山坡，目前尚未由人工引种栽培。